# Chloropicus
Chloropicus este un gen de păsări din familia ciocănitoarelor Picidae, originare din Africa subsahariană.

## Taxonomie
Genul a fost introdus de ornitologul francez Alfred Malherbe în 1845, specia tip fiind Chloropicus pyrrhogaster. Cuvântul Chloropicus provine din grecescul khlōros care înseamnă verde și pikos care înseamnă ciocănitoare. Studiile de genetică moleculară au arătat că genul Chloropicus este soră cu genul Dendropicos. Speciile din acest gen au fost anterior atribuite uneori Dendropicos.

### Specii
Genul conține trei specii:
- Chloropicus namaquus
- Chloropicus xantholophus
- Chloropicus pyrrhogaster